# Ioan Mihăescu
Ioan Mihăescu, romunski general, * 1891, † 1957.